# Blair (Nebraska)
Blair és una població dels Estats Units a l'estat de Nebraska. Segons el cens del 2000 tenia 7.512 habitants.

## Demografia
Segons el cens del 2000, Blair tenia 7.512 habitants, 2.871 habitatges, i 1.891 famílies. La densitat de població era de 625,1 habitants per km².
Dels 2.871 habitatges en un 33,9% hi vivien nens de menys de 18 anys, en un 52,8% hi vivien parelles casades, en un 10,1% dones solteres, i en un 34,1% no eren unitats familiars. En el 29,1% dels habitatges hi vivien persones soles el 14,4% de les quals corresponia a persones de 65 anys o més que vivien soles. El nombre mitjà de persones vivint en cada habitatge era de 2,43 i el nombre mitjà de persones que vivien en cada família era de 3,02.
Per edats la població es repartia de la següent manera: un 24,9% tenia menys de 18 anys, un 13,8% entre 18 i 24, un 25,6% entre 25 i 44, un 20,4% de 45 a 60 i un 15,4% 65 anys o més.
L'edat mediana era de 35 anys. Per cada 100 dones de 18 o més anys hi havia 88,2 homes.
La renda mediana per habitatge era de 41.214 $ i la renda mediana per família de 52.114 $. Els homes tenien una renda mediana de 36.839 $ mentre que les dones 25.452 $. La renda per capita de la població era de 19.240 $. Aproximadament el 6,2% de les famílies i el 8,4% de la població estaven per davall del llindar de pobresa.

## Poblacions més properes
El següent diagrama mostra les poblacions més properes.